# 사회 집단

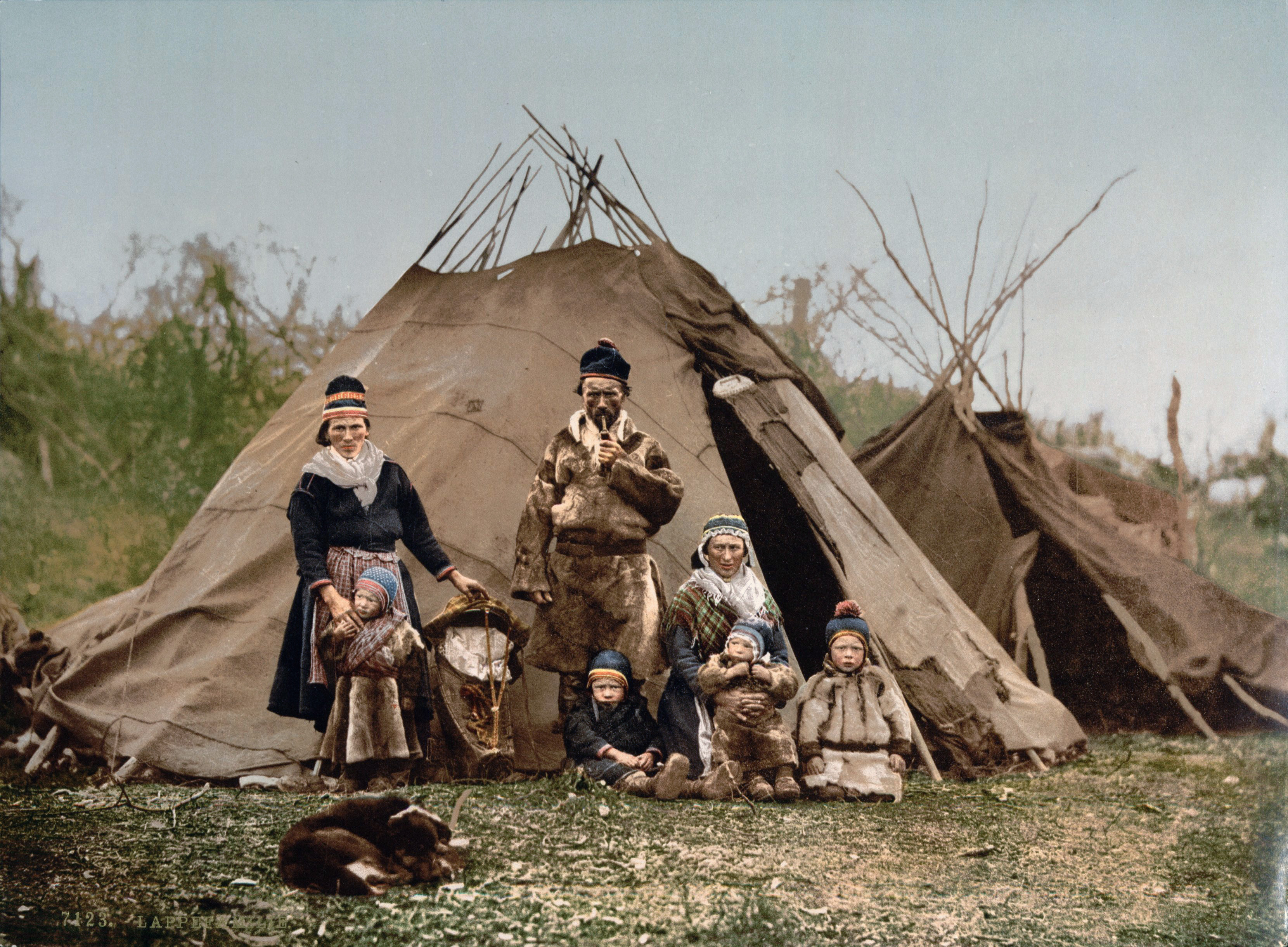

사회집단(社會集團)은 보통 어떠한 특징을 공유하고 다른 객체와 상호작용하며 그룹의 구성원으로서 기대나 의무를 받아들이고 공통 정체성을 공유하는 사람들의 다양한 모임으로 정의된다. 이러한 정의에 따라 사회는 더 큰 집단으로 비칠 수 있다. 동물의 경우에는 무리 집단이라 한다.

## 개요
인간이 인간으로서 생활해나가기 위해서는 인간집단의 성원이어야 한다는 것이 절대조건이 된다. 이것은 동물에 양육된 야생아(野生兒)의 기록이 잘 말해주고 있다. 독일의 사회학자 짐멜(G. Simmel)은 인간의 고립이라는 현상조차도 비사회적인 현상이 아니라 사회와의 특수한 간접적인 관계를 말해주는 것이라고 지적하고 있다. 즉 '고립이라는 상태에 따르는 완전한 기쁨도 슬픔도 다 사회생활에서 경험되는 온갖 영향에 대한 이질적인 반응에 불과한 것'이라고 보는 것이다. 이 짐멜의 견해에서 볼 수 있듯이 인간이 단순한 생물로서가 아니라 인간으로서의 정신적·물질적 조건을 유지하려고 하는 한, 집단생활에서 완전히 고립한다는 것은 불가능한 일이다. 왜냐하면 고립하려는 동기 자체가 이미 집단생활을 통해서 생기는 것이라고 할 수 있기 때문이다.그런데 집단은 개인에 대헤서 어떠한 의미를 갖는 존재일까. 다시 말해서 개인이 특정 집단의 일원이 되어 자발적으로 집단행동을 하게 되는 동기는 무엇일까.결론적으로 말해서 집단은 개인에게 있어 인간관계를 통해서 얻어지는 정서적 만족(사교적·정서적 욕구의 만족)과 온갖 생활과제에 대한 해결책과 가치판단 기준의 제공(과제해결과 가치판단의 욕구의 만족)이라는 크게 두 가지로 나누어지는 기본적 동기를 만족시켜 주는 수단으로서의 의미를 갖는다고 할 수 있다.집단측 입장에서 말한다면 이러한 동기를 가지고 집단에 참가해 있는 (또는 가족처럼 이미 일정한 인간이 운명적으로 참가해 있는) 모든 개인을 일정한 집단구조에 편입시켜 그 동기를 효과적인 집단활동의 에너지로서 이용하여 여러 가지 집단기능으로 전환시킬 수 있다. 이 집단구조와 집단기능은 결코 획일적이 아니며 그 성립의 과정이나 규모, 목적 등에 따라 서로 다른 집단의 유형이 생긴다. 인간에게 있어서 집단을 만들고 거기에 참가한다는 것은 말하자면 사회적 필연이지만 집단 자체도 단순히 개개의 인간을 구성요소로 해서 조립된 메커니즘이 아니라 인간집단으로서의 특수한 생명을 갖춘 구조와 기능 및 전체적인 특징을 띠게 되는 것이다.

## 반사회집단
반사회집단(反社會集團)은 정상적인 사회질서에서 탈락한 자들에 의해서 형성되어 사회의 지보와 시민생활의 안전을 저해하는 행동양식을 가진 집단이다. 조직은 비밀적이며 결합은 비지성적인데 일반사회집단보다도 강하며 행동은 폭력적이기가 쉽다. 편협한 애국단체나 폭력단 등이 이것이다. 그 존재는 사회의 병적인 현상이며 혼란이나 궁핍기의 사회에 번식한다. 권력에 기생하는 성격을 가지며 경찰의 수사나 스트라이크 분쇄 등에 이용되는 경우가 있다.

## 같이 보기
- 사회
- 조직
- 관료제
- 무리 집단